# 畑野謙二
畑野 謙二（はたの けんじ）は、愛知県競馬組合所属の競馬実況アナウンサー。

## 来歴
高専卒業後は化学メーカーに勤務したが、3年ほど経った頃に一つの会社にずっと居ることに疑問を抱き始め、何のあてもなく思い切って退社。とりあえず見つけたアルバイト先で、喋りを生業としている人物に出会ったのがきっかけで北野守（当時・ラジオたんぱアナウンサー）と知り合って、阪神や京都で中央競馬実況中継を手伝った。同時期に大阪のアナウンサー養成所にも通い、北野との出会いで競馬の魅力に引き込まれた。そんな折に「地方競馬の実況アナウンサーを募集している広告代理店があるから一度行ってみないか」と紹介され、弘報館の採用試験を受けたところ「3ヶ月で実況デビューできれば採用」という条件を提示され必死で練習。独立前の吉田勝彦の存在も大きく、30歳の時に姫路で実況デビュー。名古屋支社の実況アナウンサーが1人辞めた関係で名古屋に転勤となり、名古屋競馬場・公営中京・笠松の場内実況を担当。2009年に弘報館を退職、2010年に愛知県競馬組合の職員に転職し、名古屋で場内実況と広報の仕事に従事。
場内実況のほか、2010年3月まで三重テレビ「KEIBAワンダーランド」にて中央競馬（3月、12月の中京3場開催時）の実況も約20年担当した。

## 主な実況歴
- 新春ペガサスカップ（1999年）
- 名古屋大賞典（2002年、2003年、2013年～2015年、2018年～2021年）
- かきつばた記念（2005年、2012年～2015年、2017年、2018年、2021年）
- 名古屋優駿（1996年、1999年）
- くろゆり賞（1996年）
- 岐阜金賞（1996年）
- マイル争覇（1999年）
- 東海菊花賞（2002年）
- オグリキャップ記念（1995年）
- 全日本サラブレッドカップ（1994年、2001年、2003年）
- 名古屋グランプリ（2001年、2012年～2021年）
- 笠松グランプリ（2005年）
- ゴールドウイング賞（1993年）
- ライデンリーダー記念（1997年）